# Trivia nix
Trivia nix är en snäckart som först beskrevs av Schilder 1922.  Trivia nix ingår i släktet Trivia och familjen Triviidae. Inga underarter finns listade i Catalogue of Life.